# Aéroport de Tefé
L'aéroport de Tefé (code IATA : TFF • code OACI : SBTF) est l'aéroport de la ville de Tefé au Brésil.
Il est exploité par Infraero.

## Historique
L'aéroport est exploité par Infraero depuis 1980.

## Compagnies aériennes et destinations
| Compagnies              | Destinations                        |
| ----------------------- | ----------------------------------- |
| Azul Brazilian Airlines | Manaus                              |
| Air France              | Aéroport de Paris-Charles-de-Gaulle |
| Korean Air              | Aéroport de Séoul                   |
| MAP Linhas Aéreas       | Eirunepé, Manaus                    |

## Accidents et incidents
- 15 décembre 1994: un Embraer EMB 110 Bandeirante au départ de Carauari et de Tefé et à destination de Manaus a été détourné par deux citoyens colombiens. Les passagers ont été libérés à proximité de Tabatinga et l'avion a ensuite été amené en Colombie. L'équipage a été libéré à l'Ambassade du Brésil à Bogotá[1].

## Accès
L'aéroport est situé à 5 km du centre-ville de Tefé.